# Apartamento del 1261 de la Avenida Madison
El Apartamento del 1261 de la Avenida Madison  es un edificio de apartamentos histórico ubicado en Nueva York, Nueva York. El Apartamento del 1261 de la Avenida Madison se encuentra inscrito  en el Registro Nacional de Lugares Históricos desde el 29 de octubre de 1982. 

## Ubicación
El Apartamento del 1261 de la Avenida Madison se encuentra dentro del condado de Nueva York en las coordenadas 40°47′00″N 73°57′25″O / 40.783333, -73.956944.